# Djursholm

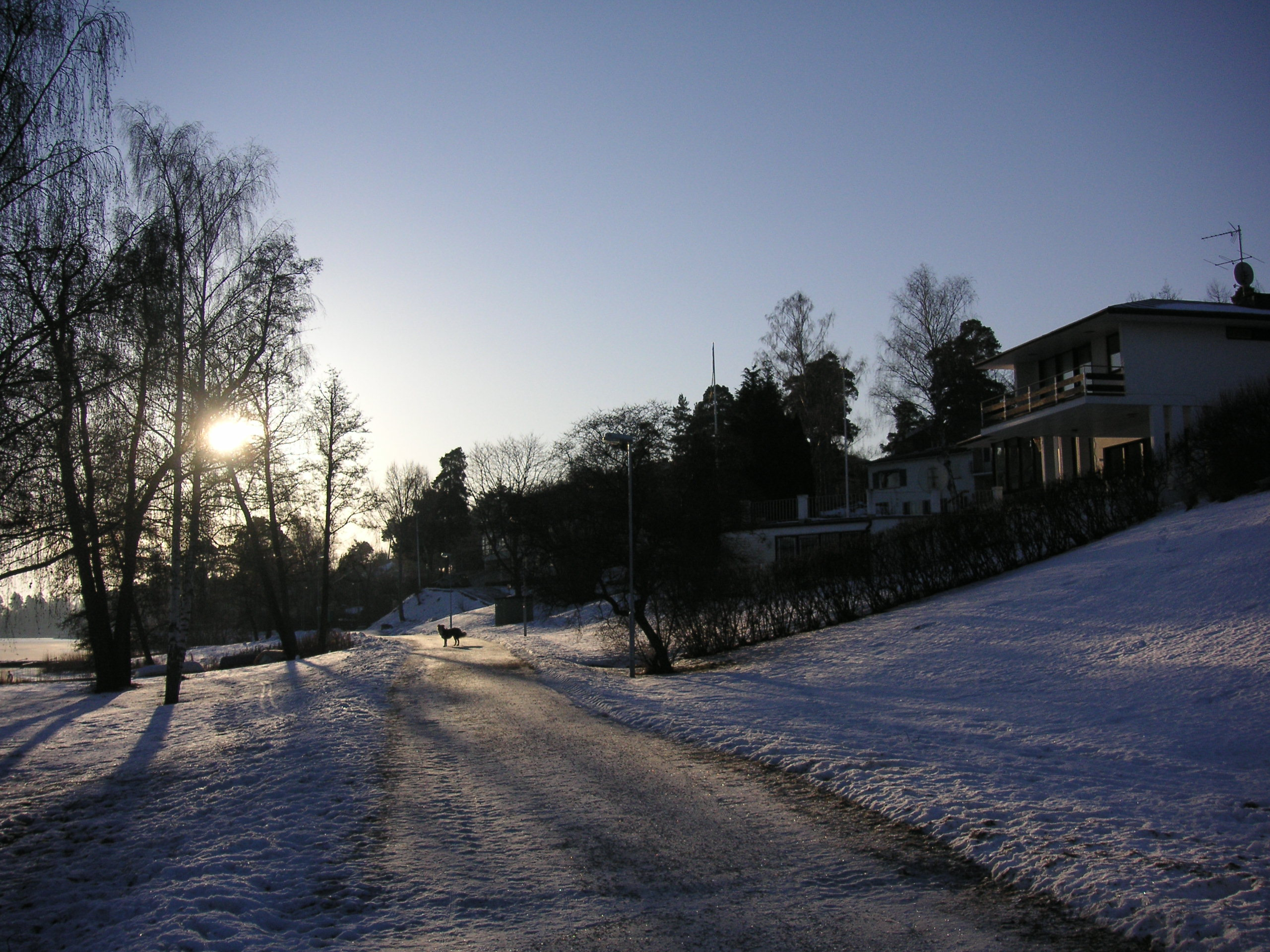
Vista de Djursholm em 2006
Fotografia: Holger Ellgaard

Djursholm (pronúncia /jʉʂˈhɔlm/;  ouça a pronúncia) é um bairro do município de Danderyd, a norte da cidade de Estocolmo. 
Pertence ao condado de Estocolmo, e tem uma população de 9 000 habitantes. 

 
Foi fundado em 1889, como o primeiro "bairro residencial de moradias da alta burguesia intelectual" (villasamhälle), e foi elevado a cidade em 1914.

## Personalidade ligadas a Djursholm
- Elsa Beskow, escritora e ilustradora de contos infantis
- Jan Carlzon, dirigente empresário
- Verner von Heidenstam, escritor
- Viktor Rydberg, escritor
- Alice Tegnér, compositora
- Björn Ulvaeus, músico
- Marie Fredriksson, cantora
- Charlotte Perrelli, cantora
- ToveLo, cantora